# طایفه خواجه‌وند
خواجه‌وند نام یکی از طوایف کرد ایرانی هستند. در گذشته کُردزبانان خواجه وند در بیجار گروس استان کردستان و استان کرمانشاه ساکن بوده‌اند. مردم این طایفه، پیرو دین یارسان هستند.
در حال حاضر طایفه خواجه‌وند در استان مازندران در پنج منطقه کجور، کلاردشت، پول، تنکابن، زاغمرز پراکنده‌اند. همچنین این طایفه در شهرهای بیجار گروس، تهران، شهریار، هشتگرد، ابهر، قیدار، قروه، دیواندره، گلپایگان و سمنان هم ساکن هستند.

## کوچ اجباری
طایفه خواجه‌وند تا دوران افشاریه از طوایف بزرگ کرد بوده است، تا اینکه در دوران نادر شاه افشار، این طایفه بزرگ را از بیجار گروس، کرمانشاه و کردستان به شمال ایران انتقال دادند، نادر شاه از این کار اهداف سیاسی خاصی را دنبال می‌کرد، هدف از مهاجرت این طایفه جلوگیری از شورش آنان و مقابله با ساکنان بومی شهرستان‌های تنکابن، کلاردشت، کجور و آن نواحی بوده است.
در دوران حکومت زندیه تعداد بیشتر این طایفه در زمان حکومت کریم خان زند به مناطق و نواحی مسکونی سابق خود یعنی گروس و نواحی اطراف آن بازگردانده شدند.
در زمان قاجار، آغا محمد خان قاجار بار دیگر این طایفه را به شهرهای کجور، کلاردشت و تنکابن مهاجرت دادند، و این طایفه در شمال ایران ساکن شد و با مردمان بومی آن شهرها درآمیختند. در دوره حکومت قاجار در جنگهای ایران و روس در دوره فتحعلیشاه و در جنگ هرات در دوره ناصرالدین شاه قاجار در سپاه ایران حضور داشته و رشادتها نمودند.